# Ippolito Baccusi
Ippolito Baccusi fue un monje y compositor italiano, maestro de capilla de la catedral de Verona, que vivió en siglo XVI.
Fue el primero que empleó la orquesta para acompañar los cantos religiosos y si bien es cierto que anteriormente se habían introducido ya los instrumentos de música en las iglesias en muy contadas ocasiones, es sabido que todos los grandes maestros de la época, incluso Palestrina, escribieron sus obras a voces solas.

## Obras
- Hippolyty Baccusii eccl. cath. Veroane musicae magistri missae tres cum omni instrumentarum genere cantatu accomodatissimae cum octo vocibus (Venecia, 1596)
- Hippolyty Baccusii eccl. cath. Veroane musicae praefecti psalmi ommes...tum viva voce tum omni instrumentorum genere accomodatissimae (Florencia, 1597)
- Y una colección de madrigales titulada El triunfo del Dori.